# ヒューマニスト・ヴァンパイア・シーキング・コンセンティング・スーサイダル・パーソン
『ヒューマニスト・ヴァンパイア・シーキング・コンセンティング・スーサイダル・パーソン』（原題：VAMPIRE HUMANISTE CHERCHE SUICIDAIRE CONSENTANT）は、 アリアーヌ・ルイ・セーズが監督・共同脚本を務めた2023年のカナダのダークファンタジー映画。主人公の吸血鬼サシャを サラ・モンプチが演じた。
日本では、2024年7月12日に東京・ヒューマントラストシネマ渋谷ほか劇場にて全国公開。

## ストーリー
ピアノを弾くことが好きな吸血鬼・サシャ（サラ・モンプチ）は同情心が強いあまり、自ら人間を殺し、生きるために必要な血液を確保することができない。そのため、彼女は両親が狩った人間の血を頼りに生活をしている。
ある日、サシャは青年ポール（ フェリックス・アントワーヌ・ベナール）と出会う。頭に傷を負い、出血するポールを見たサシャは初めて自身の犬歯が伸び、牙が生えたことに気付く。その夜、サシャの様子を案じていた両親から、「人間を自分で狩る練習として、いとこのドゥニーズ（ノエミ・オファレル）と同居しなさい」と伝えられたサシャは、人を殺すことに否定的ながらも吸血鬼としての自立に向けた新たな一歩を踏み出すこととなる。
一方、生きることに絶望し、自殺願望を抱えていたポールは、サシャが吸血鬼だと知り、自分の命を喜んで捧げると申し出る。そんなポールに対し、サシャは「最後の望みは何か？」とポールに問いかけ――。

## キャスト
- サシャ - サラ・モンプチ（フランス語版）
- ポール - フェリックス・アントワーヌ・ベナール
- サシャの父・オーレリアン - スティーブ・ラプランテ
- サシャの母・ジョルジェット - ソフィー・カデュー
- サシャのいとこ・ドゥニーズ - ノエミ・オファレル
- JP - ガブリエル・アントワーヌ・ロイ
- アンリ - アルノー・ヴァション

## スタッフ
- 監督 - アリアーヌ・ルイ・セーズ（フランス語版）
- 脚本 - アリアーヌ・ルイ・セーズ、クリスティーヌ・ドヨン（フランス語版）

## 映画祭・受賞歴
- 第80回ヴェネツィア国際映画祭　ヴェニス・デイズ（Giornate Degli Autori）部門　最優秀監督賞
- 第42回バンクーバー国際映画祭　Altered States部門　観客賞
- 第35回シネフェスト・サドバリー国際映画祭　French Language Feature Film賞
- 第24回カルガリー国際映画祭　RBC EMERGING TALENT賞、観客賞
- 第52回モントリオール・ヌーヴォー・シネマ映画祭　国内映画長編部門　最優秀作品賞
- 第56回シッチェス・カタロニア国際映画祭　NOVES VISIONS部門　審査員特別賞
- 第48回トロント国際映画祭　正式出品